# Baghmalek
Baghmalek (persan : شهر باغ‌ ملک, shahr-e Bāghmalek) est une ville iranienne , chef-lieu du district central situé dans la préfecture de Baghmalek dans la province du Khuzestan en Iran. Située à environ 40 km au sud d'Izeh la ville y est desservie par la route Isfahan-Khuzestan.

## Population
La population y est essentiellement constituée de Lors de la tribu Bahmai (persan : بهمئی) ainsi que de descendants de la tribu kurde Zangeneh. Le dialecte d'usage est le bakhtiari. Lors du recensement de 2016, la population de la ville était de 26 243 habitants répartis dans 6 463 familles. 